# Ermida da Senhora de Numão
A Ermida da Senhora de Numão, também conhecida como Ermida da Senhora de Anamão, Santuário de Nossa Senhora de Numão ou ainda de Anamão, localiza-se na pequena localidade de Numão, na atual freguesia de Castro Laboreiro e Lamas de Mouro, município de Melgaço, distrito de Viana do Castelo, em Portugal.

## História
Situada nas proximidades da formação rochosa conhecida como Pena de Anamão, em plena Serra da Peneda e inserido no Parque Natural da Peneda-Gerês, as origens da pequena capela ou ermida remontam à lenda do período da Reconquista Cristã sobre a aparição de Nossa Senhora na concavidade de um enorme penedo, sendo no entanto especulado que previamente o mesmo lugar já havia sido palco de cerimónias pagãs ou celtas de matrimónio e fertilidade. Creditando-se desde então vários milagres à Santa de Numão, sendo a maioria associados a fenómenos sobrenaturais que salvaram a vida de pastores e dos seus rebanhos, nomeadamente de ataques de salteadores e lobos para além de terríveis tempestades, ou ainda sendo-lhe atribuída a cura milagrosa de úlceras orais ou bucais dos que visitavam o local, Numão tornou-se num destino de peregrinação durante a Idade Média, ganhando renome no Norte de Portugal e na região vizinha da Galiza. Após uma outra misteriosa história que relatava que no mesmo lugar fora encontrada uma estatueta da santa, levada então para a Igreja de Castro Laboreiro, mas que por várias ocasiões desapareceu do templo cristão sendo novamente encontrada no seu lugar de origem, foi erigido um púlpito de pedra junto à formação rochosa, onde se relatava ter ocorrido o fenómeno, e posteriormente construída uma pequena capela de construção pré-românica.
Séculos mais tarde, no período da Guerra Civil Portuguesa, devido à sua remota localização e difícil acesso, perdendo lugar para a peregrinação do Santuário de Nossa Senhora da Peneda, era relatado que o local servia de esconderijo ou refúgio para o bando de foras-da-lei liderados por Tomás das Quingostas.

## Características
Erigida a 1025 metros de altitude, a ermida da Senhora de Numão foi construída em granito, apresentando uma planta rectangular, no estilo pré-românico asturiano. O púlpito localizado no exterior, também erigido em granito, é apenas decorado com um baixo relevo, apresentando esculpido na sua fachada uma flor de água asturiana. Datado da mesma época, um edifício de apoio e abrigo para os peregrinos foi construído nas imediações.
Posteriormente, no século XVIII e XIX foi acrescentado um coreto para as festas de romaria de Santa Numão.

## Orago
Dedicada à Senhora do Numão ou Anamão, as festividades eram por tradição celebradas no dia 8 de setembro. Atualmente as romarias celebram-se no primeiro domingo do mês de setembro.

## Galeria

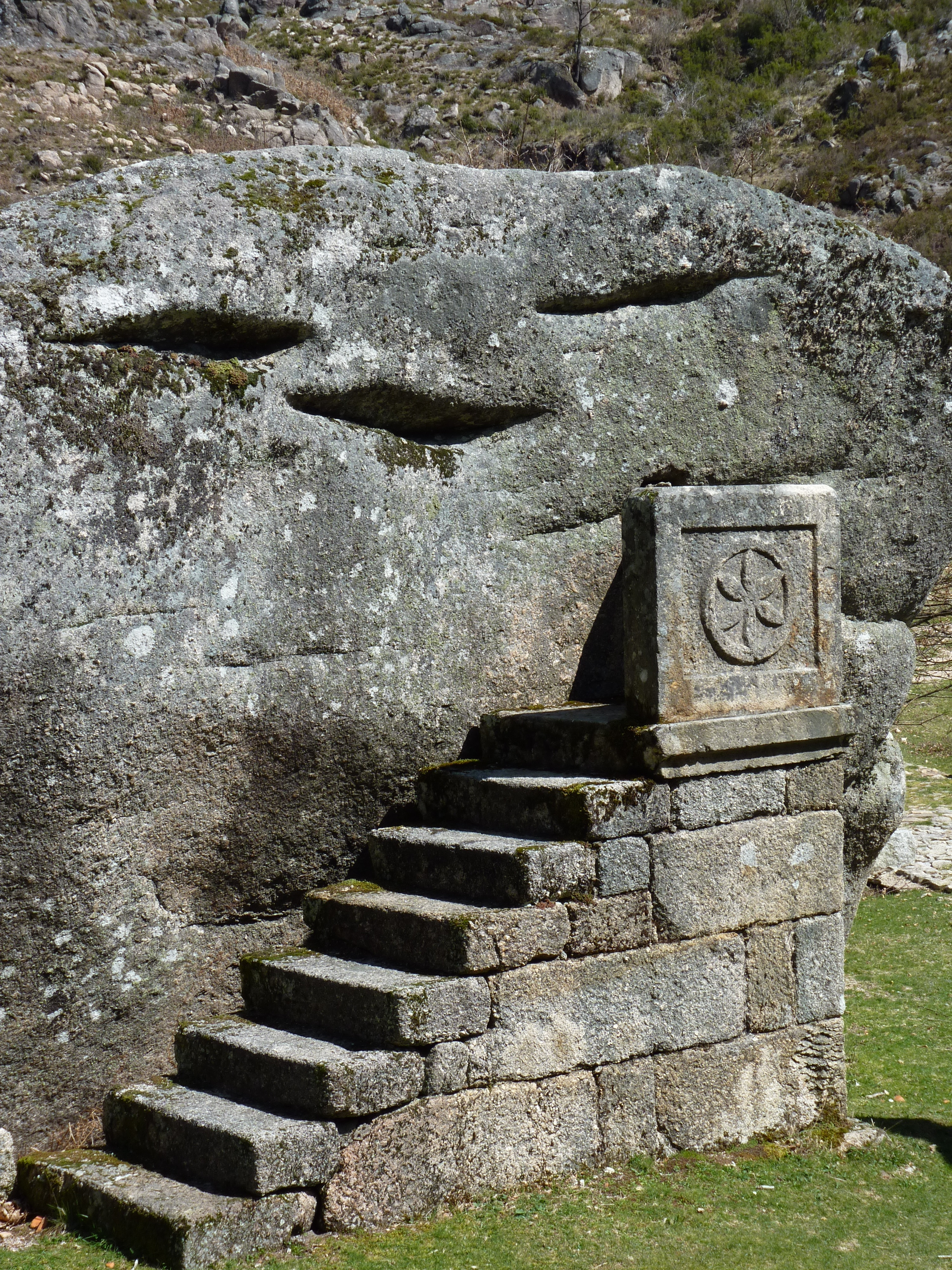
Púlpito Exterior do Santuário da Senhora de Numão
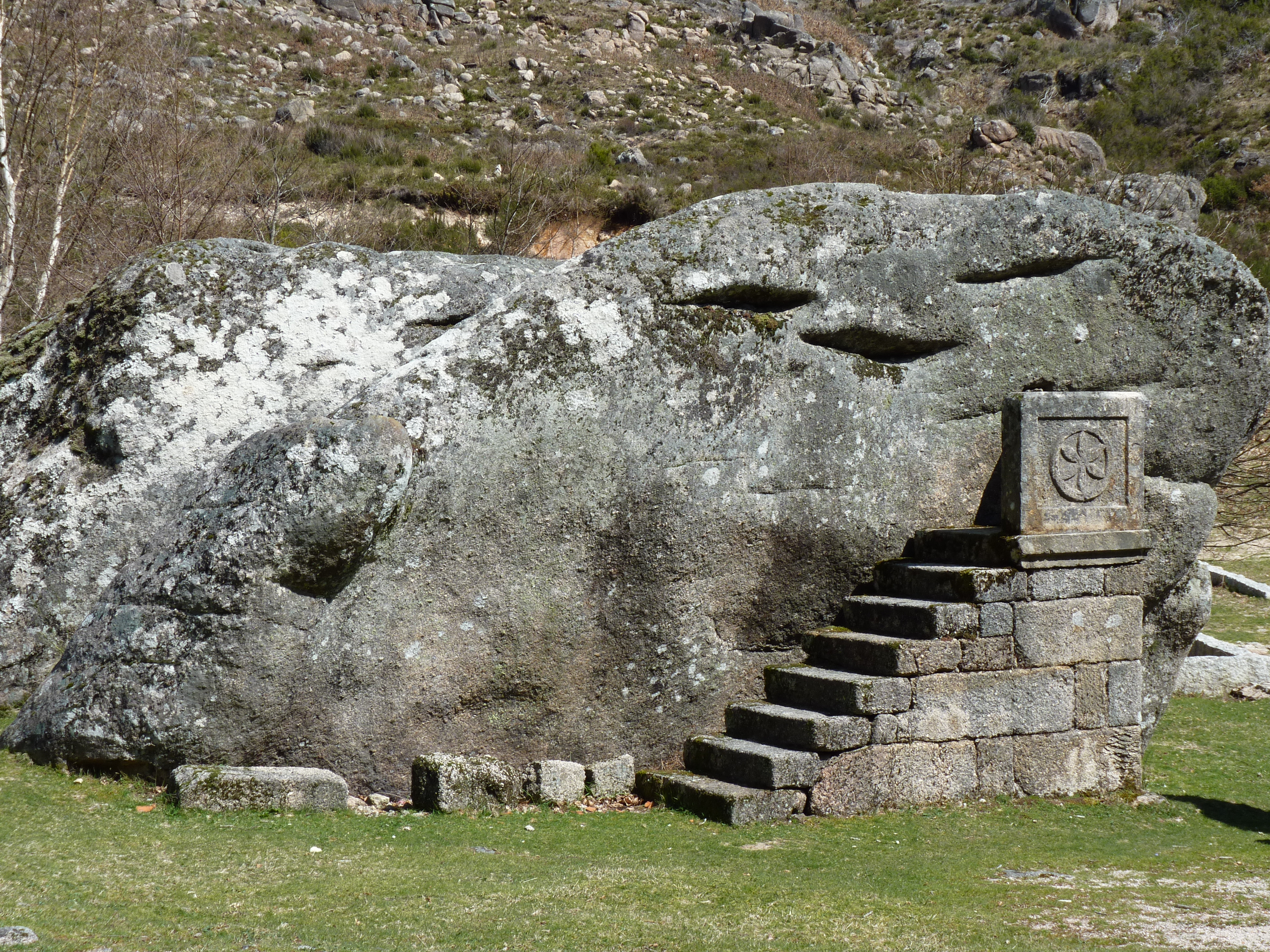
Púlpito Exterior do Santuário da Senhora de Numão
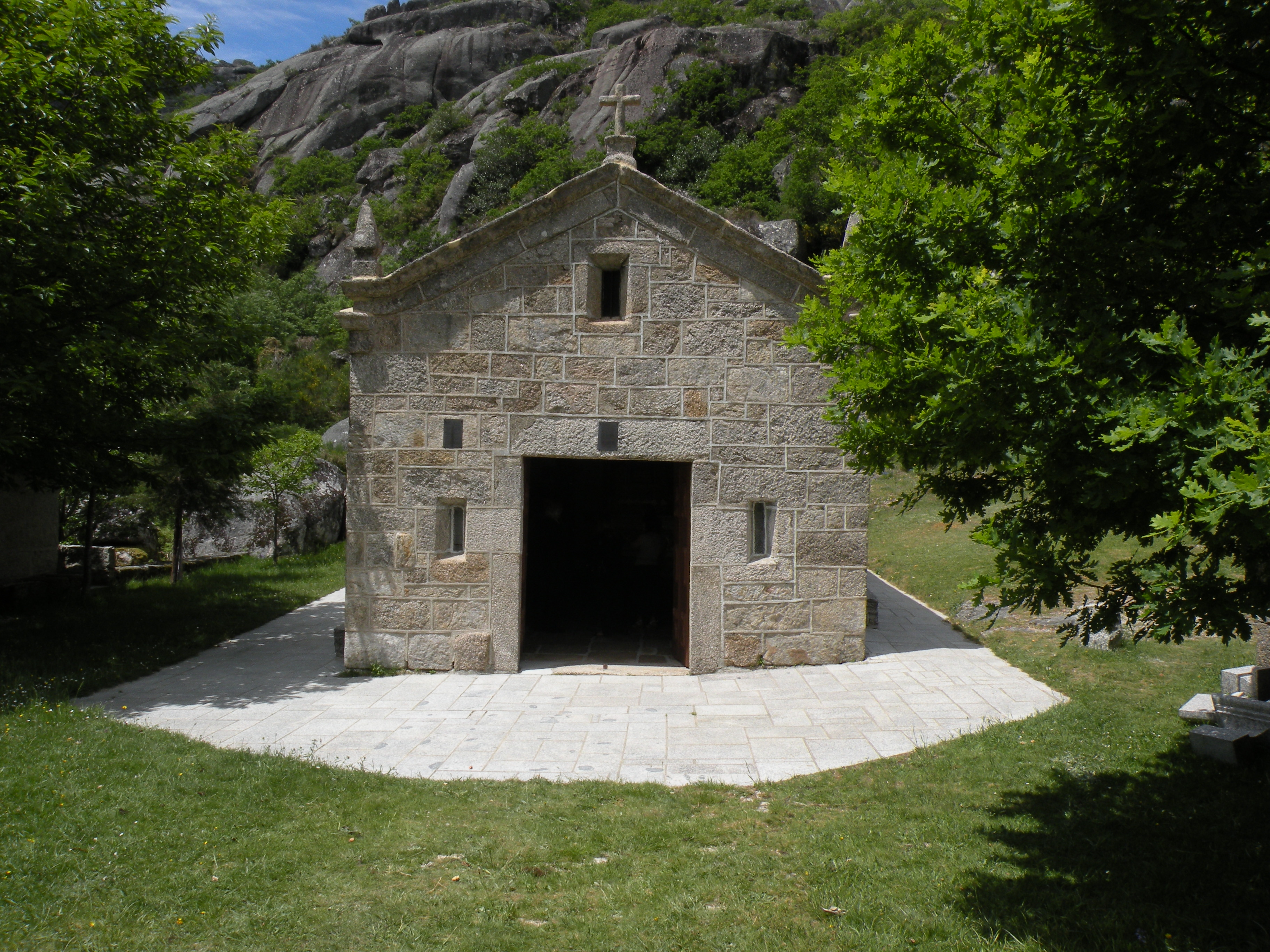
Capela da Senhora de Numão
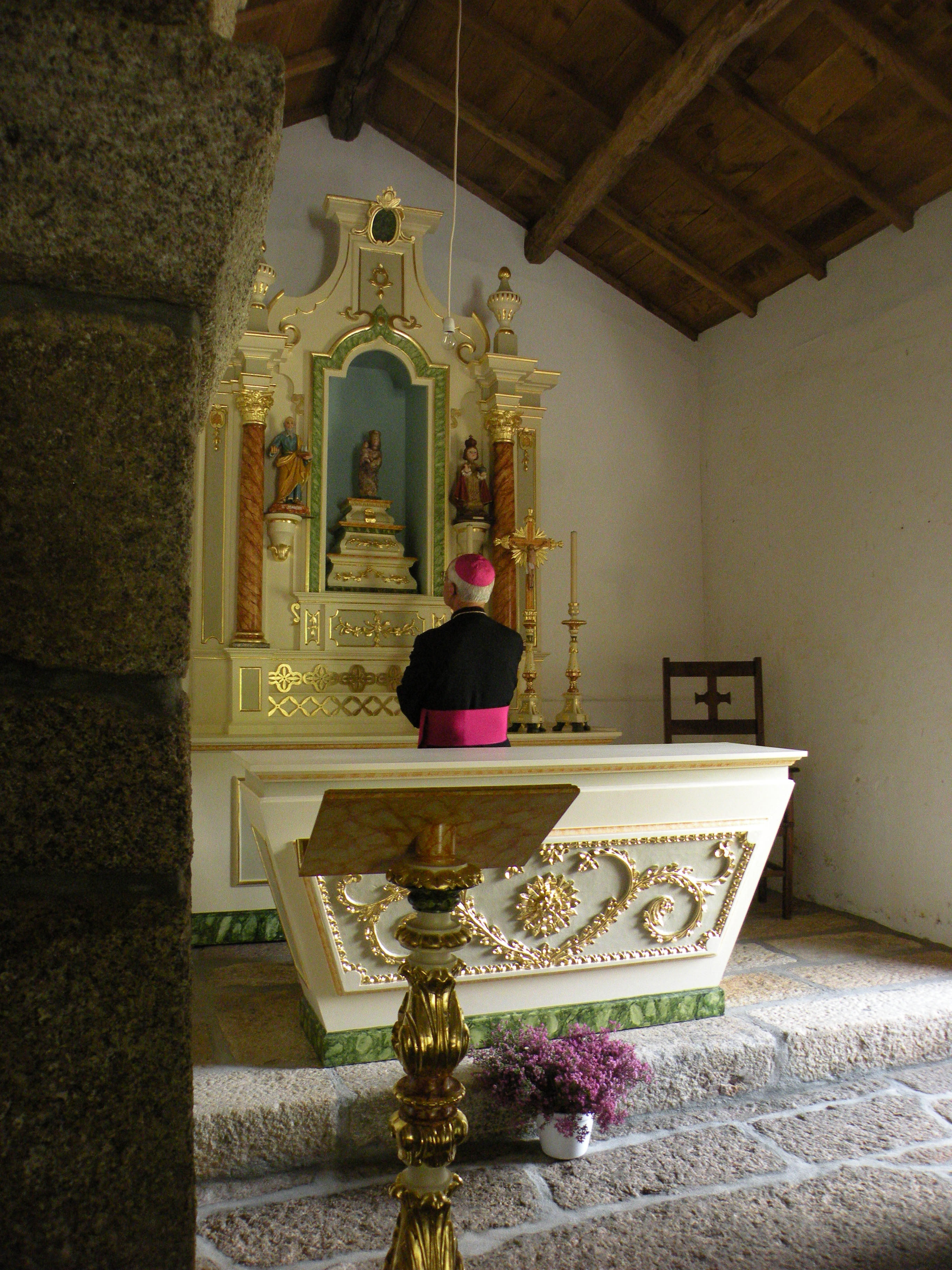
Retábulo da Capela